# Psilanthele
Psilanthele, monotipični biljni rod iz porodice primogovki smješten u tribus Justicieae, dio potporodice Acanthoideae. Jedina vrsta je ekvadorski endem P. eggersii. Opisan je u Bulletin de l'Herbier Boissier 5(8): 663. 1897.  
P. eggersii je kritično ugrožena vrsta. 